# Коверкот
Коверко́т (англ. covercoat «верхняя одежда») — шерстяная или полушерстяная, а также хлопчатобумажная плотная тяжёлая ткань саржевого переплетения с характерным мелким пёстрым узором в рубчик в виде мелких светлых точек на более тёмном фоне. Использовалась для шитья пальто и костюмов.
Коверкот обычно вырабатывался в различных расцветках с преобладанием серо-зелёного, бежево-коричневого и голубовато-стального тонов из однотонной тёмной нити утка и основы, скрученной из двух нитей разных тонов. В России коверкот появился в конце XIX века. На пошив пальто шёл наиболее прочный и несминаемый шерстяной коверкот. Плащи шили из полушерстяного коверкота с добавлением хлопка. Из хлопчатобумажного коверкота шили кители и костюмы. Штапельный коверкот изготавливали из кручёной вискозной пряжи. Коверкот считался тканью для солидных людей, в 1950-е годы в одежде из коверкота и велюровых шляпах щеголяли процветавшие советские служащие. В рассказе В. М. Шукшина «Случай в ресторане» фигурирует «огромный молодой человек в огромном коверкотовом костюме».